# وهینگن
وهینگن (به آلمانی: Wehingen) یک شهر در آلمان است که در تاتلینگن واقع شده‌است. وهینگن ۳٬۷۲۹ نفر جمعیت دارد.